# باروم (اولتسن)
باروم (به آلمانی: Barum) یک شهر در آلمان است که در Bevensen-Ebstorf واقع شده‌است. باروم ۸۷۹ نفر جمعیت دارد.